# Wulfrath

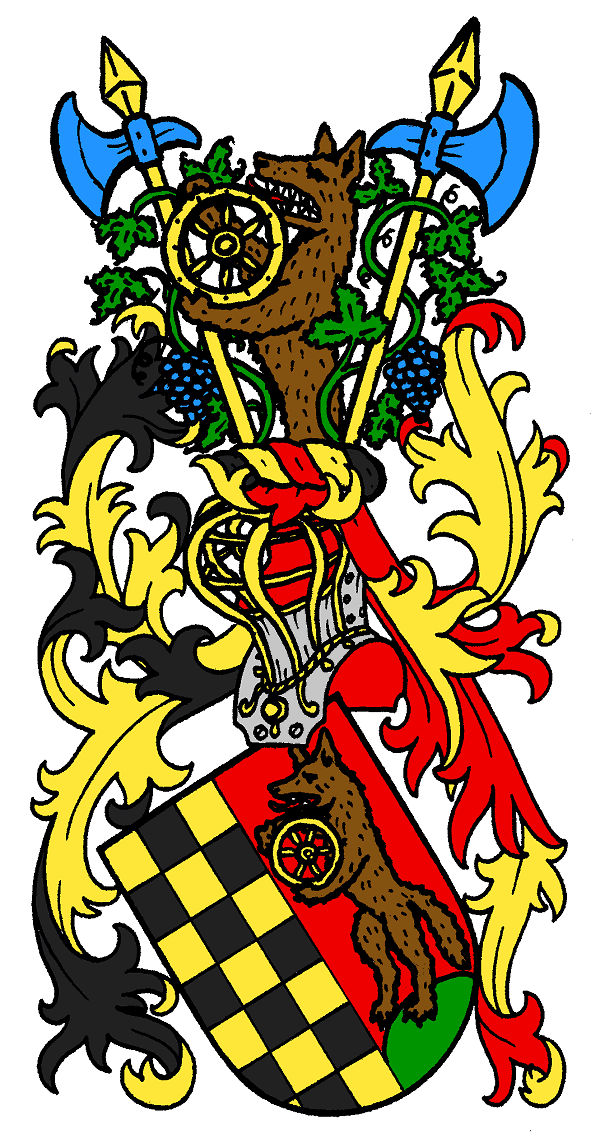
Ätten Wulfraths vapensköld.

Wulfrath är en svensk adelsätt med trolig härstamning från slottet Wulfradt, Ratingen i hertigdömet Berg i Tyskland.
Under 1500-talets första hälft flyttade ätten på grund av sin nyvunna protestantiska tillhörighet till Deventer i Nederländerna. Senare under 1500-talet överflyttade ätten till Tyskland, huvudsakligen till Pommern och Rügen. Äldste kände stamfar är på 1500-talet Adolph von Wolffradt den äldre på slottet Wulfradt. Hans brors yngre släkting, Anton von Wolffradt, fick sin utbildning i Vatikanen och slutade sina dagar som furstbiskop i Österrike. Herman Wolfradt, borgmästare och vinhandlare i Deventer, flydde till Tyskland för religionsförföljelses skull 1567. Dennes sonson Berndt Wulffrath (1600-1660) – rådsherre i Stralsund och kunglig faktor i Vorpommern – adlades 5 februari 1647 på Stockholms Slott av drottning Kristina med oförändrat namn, samt introducerades på Riddarhuset 6 juni 1654 under nuvarande ättenummer 563. Han förlänades då även säteriet Torstorp, utanför Varberg i Halland, som fanns i familjens ägo till slutet av 1800-talet. Den siste ägaren var Otto von Wolffradt (1843-1918).
Otto von Wolffradt hade i sitt första äktenskap tre barn, två söner och en dotter, ingen av dessa fick egna familjer. I en därpå följande trolovning föddes en son, Harald Edward (1880-1953), vars efterlevande skriver sig Erici. I Sverige utgick ätten på svärdssidan 1951. Yngre grenar lever kvar i Tyskland, Argentina och eventuellt i USA. De tyska släktgrenarna både skriver och skrev sig von Wolffradt, som även upptogs av svenska släktmedlemmar.